# Maxine Klibingaitis
Maxine Klibingaitis, född 17 maj 1964 i Ballarat, Victoria, död 17 april 2023 i Melbourne, var en australisk skådespelare. Hon var bland annat känd för rollen som Bobbie Mitchell i TV-serien Kvinnofängelset och som Terry Inglis i Grannar.

## Filmografi (urval)
| År        | Titel           | Roll            | Kommentar |
| --------- | --------------- | --------------- | --------- |
| 1983–1985 | Kvinnofängelset | Bobbie Mitchell | TV-serie  |
| 1985      | Grannar         | Terry Inglis    | TV-serie  |
| 1991      | Hampton Court   | Sophie Verstak  | TV-serie  |